# Tour de Münster 2023
 (mars 2025).
 (mars 2025).
La 17e édition du Tour de Münster (en allemand : Münsterland Giro 2023) a eu lieu le 3 octobre 2023 entre Osnabrück et Münster en Allemagne, sur une distance de 194,2 kilomètres. Elle fait partie du calendrier UCI ProSeries 2023 en catégorie 1.Pro. 

## Présentation

### Équipes
Vingt-trois équipes sont au départ de la course : huit équipes UCI WorldTeam, huit équipes continentales professionnelles, six équipes continentales et une équipe nationale.
| WorldTeams (8)- Alpecin-Deceuninck - Bora-Hansgrohe - Intermarché-Circus-Wanty - Jumbo-Visma - Lidl-Trek - Soudal Quick-Step - Team DSM-Firmenich - Team Jayco AlUla ProTeams (7)- Lotto Dstny - Q36.5 Pro Cycling Team - Team Corratec-Selle Italia - Team Flanders-Baloise - Team Novo Nordisk - Tudor Pro Cycling Team - Uno-X Pro Cycling Team Équipes continentales (6)- Maloja Pushbikers - P&S Benotti - Rad-Net Oßwald - Santic-Wibatech - Saris Rouvy Sauerland Team - Team Lotto-Kern-Haus Équipe nationale- Allemagne |
| |

## Classement final
| \| Classement général \| Classement général \| Classement général \| Classement général \| Classement général \| \| Coureur \| Coureur \| Pays \| Équipe \| Temps \| \| ------------------ \| ------------------ \| ------------------ \| ---------------------- \| ------------------ \| \| 1er \| Per Strand Hagenes \| Norvège \| Jumbo-Visma \| 4 h 21 min 32 s \| \| 2e \| Kaden Groves \| Australie \| Alpecin-Deceuninck \| + 17 s \| \| 3e \| Mads Pedersen \| Danemark \| Lidl-Trek \| + 17 s \| \| 4e \| Nils Eekhoff \| Pays-Bas \| Team DSM-Firmenich \| + 17 s \| \| 5e \| Christophe Laporte \| France \| Jumbo-Visma \| + 17 s \| \| 6e \| Danny van Poppel \| Pays-Bas \| Bora-Hansgrohe \| + 17 s \| \| 7e \| Søren Wærenskjold \| Norvège \| Uno-X Pro Cycling Team \| + 17 s \| \| 8e \| Edoardo Affini \| Italie \| Jumbo-Visma \| + 18 s \| \| 9e \| Edward Planckaert \| Belgique \| Alpecin-Deceuninck \| + 27 s \| \| 10e \| Jonas Koch \| Allemagne \| Bora-Hansgrohe \| + 38 s \| |                    |           |                        |                 |
| |                    |           |                        |                 |
| Source : ProCyclingStats |                    |           |                        |                 |
| Classement général |                    |           |                        |                 |
| Coureur | Coureur            | Pays      | Équipe                 | Temps           |
| 1er | Per Strand Hagenes | Norvège   | Jumbo-Visma            | 4 h 21 min 32 s |
| 2e | Kaden Groves       | Australie | Alpecin-Deceuninck     | + 17 s          |
| 3e | Mads Pedersen      | Danemark  | Lidl-Trek              | + 17 s          |
| 4e | Nils Eekhoff       | Pays-Bas  | Team DSM-Firmenich     | + 17 s          |
| 5e | Christophe Laporte | France    | Jumbo-Visma            | + 17 s          |
| 6e | Danny van Poppel   | Pays-Bas  | Bora-Hansgrohe         | + 17 s          |
| 7e | Søren Wærenskjold  | Norvège   | Uno-X Pro Cycling Team | + 17 s          |
| 8e | Edoardo Affini     | Italie    | Jumbo-Visma            | + 18 s          |
| 9e | Edward Planckaert  | Belgique  | Alpecin-Deceuninck     | + 27 s          |
| 10e | Jonas Koch         | Allemagne | Bora-Hansgrohe         | + 38 s          |

## Liste des partants
| Jumbo-Visma TJV | Jumbo-Visma TJV          | Jumbo-Visma TJV |
| --------------- | ------------------------ | --------------- |
| Num             | Coureur                  | Pos             |
| 1               | Olav Kooij (NED)         | 50e             |
| 2               | Edoardo Affini (ITA)     | 8e              |
| 3               | Christophe Laporte (FRA) | 5e              |
| 4               | Jesse Kramer (NED)       | 29e             |
| 5               | Per Strand Hagenes (NOR) | 1er             |
| 6               | Tim van Dijke (NED)      | 31e             |
| 7               | Jos van Emden (NED)      | 41e             |

| Bora-Hansgrohe BOH | Bora-Hansgrohe BOH     | Bora-Hansgrohe BOH |
| ------------------ | ---------------------- | ------------------ |
| Num                | Coureur                | Pos                |
| 11                 | Jordi Meeus (BEL)      | 20e                |
| 12                 | Patrick Gamper (AUT)   | 53e                |
| 13                 | Jonas Koch (GER)       | 10e                |
| 14                 | Luis-Joe Lührs (GER)   | 35e                |
| 15                 | Ryan Mullen (IRL)      | 49e                |
| 16                 | Nils Politt (GER)      | 52e                |
| 17                 | Danny van Poppel (NED) | 6e                 |

| Alpecin-Deceuninck ADC | Alpecin-Deceuninck ADC  | Alpecin-Deceuninck ADC |
| ---------------------- | ----------------------- | ---------------------- |
| Num                    | Coureur                 | Pos                    |
| 21                     | Jasper Philipsen (BEL)  | 39e                    |
| 22                     | Edward Planckaert (BEL) | 9e                     |
| 23                     | Ayco Bastiaens (BEL)    | AB                     |
| 24                     | Kaden Groves (AUS)      | 2e                     |
| 25                     | Simon Dehairs (BEL)     | AB                     |
| 26                     | Oscar Riesebeek (NED)   | 38e                    |
| 27                     | Ramon Sinkeldam (NED)   | AB                     |

| Intermarché-Circus-Wanty ICW | Intermarché-Circus-Wanty ICW | Intermarché-Circus-Wanty ICW |
| ---------------------------- | ---------------------------- | ---------------------------- |
| Num                          | Coureur                      | Pos                          |
| 31                           | Gerben Thijssen (BEL)        | 11e                          |
| 32                           | Tim Rex (BEL)                | AB                           |
| 33                           | Julius Johansen (DEN)        | 22e                          |
| 34                           | Tom Paquot (BEL)             | AB                           |
| 35                           | Baptiste Planckaert (BEL)    | AB                           |
| 36                           | Boy van Poppel (NED)         | AB                           |

| Lidl-Trek LTK | Lidl-Trek LTK             | Lidl-Trek LTK |
| ------------- | ------------------------- | ------------- |
| Num           | Coureur                   | Pos           |
| 41            | Mads Pedersen (DEN)       | 3e            |
| 42            | Jon Aberasturi (ESP)      | AB            |
| 43            | Nils Aebersold (SUI)      | AB            |
| 45            | Alex Kirsch (LUX) (route) | 18e           |
| 46            | Martin Pedersen (DEN)     | AB            |
| 47            | Tim Torn Teutenberg (GER) | 13e           |

| Soudal Quick-Step SOQ | Soudal Quick-Step SOQ    | Soudal Quick-Step SOQ |
| --------------------- | ------------------------ | --------------------- |
| Num                   | Coureur                  | Pos                   |
| 51                    | Tim Merlier (BEL)        | AB                    |
| 52                    | Josef Černý (CZE)        | AB                    |
| 53                    | Lars Craps (BEL)         | AB                    |
| 54                    | Jannik Steimle (GER)     | AB                    |
| 55                    | Rémi Cavagna (FRA)       | AB                    |
| 56                    | Bert Van Lerberghe (BEL) | AB                    |
| 57                    | Stan Van Tricht (BEL)    | AB                    |

| Team DSM-Firmenich DSM | Team DSM-Firmenich DSM    | Team DSM-Firmenich DSM |
| ---------------------- | ------------------------- | ---------------------- |
| Num                    | Coureur                   | Pos                    |
| 61                     | John Degenkolb (GER)      | 27e                    |
| 62                     | Pavel Bittner (CZE)       | 47e                    |
| 63                     | Alexander Edmondson (AUS) | 37e                    |
| 64                     | Nils Eekhoff (NED)        | 4e                     |
| 65                     | Alberto Dainese (ITA)     | 17e                    |
| 66                     | Niklas Märkl (GER)        | 43e                    |
| 67                     | Casper van Uden (NED)     | 36e                    |

| Team Jayco AlUla JAY | Team Jayco AlUla JAY   | Team Jayco AlUla JAY |
| -------------------- | ---------------------- | -------------------- |
| Num                  | Coureur                | Pos                  |
| 71                   | Campbell Stewart (NZL) | AB                   |
| 72                   | Luke Durbridge (AUS)   | 48e                  |
| 73                   | Hamish McKenzie (AUS)  | AB                   |
| 74                   | Luka Mezgec (SLO)      | 16e                  |
| 75                   | Zdeněk Štybar (CZE)    | AB                   |
| 76                   | Blake Quick (AUS)      | AB                   |
| 77                   | Elmar Reinders (NED)   | 42e                  |

| Team Corratec-Selle Italia COR | Team Corratec-Selle Italia COR | Team Corratec-Selle Italia COR |
| ------------------------------ | ------------------------------ | ------------------------------ |
| Num                            | Coureur                        | Pos                            |
| 91                             | Antonio Barać (CRO)            | AB                             |
| 92                             | Stefano Gandin (ITA)           | AB                             |
| 93                             | Simone Olivero (ITA)           | AB                             |
| 94                             | Jan Stöckli (SUI)              | AB                             |
| 95                             | Kyrylo Tsarenko (UKR)          | 32e                            |
| 96                             | Etienne van Empel (NED)        | 23e                            |

| Lotto Dstny LTD | Lotto Dstny LTD           | Lotto Dstny LTD |
| --------------- | ------------------------- | --------------- |
| Num             | Coureur                   | Pos             |
| 101             | Caleb Ewan (AUS)          | AB              |
| 102             | Jarrad Drizners (AUS)     | AB              |
| 103             | Joshua Giddings (GBR)     | AB              |
| 104             | Michael Schwarzmann (GER) | 55e             |
| 105             | Rüdiger Selig (GER)       | AB              |
| 106             | Milan Menten (BEL)        | 19e             |
| 107             | Liam Slock (BEL)          | 54e             |

| Q36.5 Pro Cycling Team Q36 | Q36.5 Pro Cycling Team Q36 | Q36.5 Pro Cycling Team Q36 |
| -------------------------- | -------------------------- | -------------------------- |
| Num                        | Coureur                    | Pos                        |
| 111                        | Matteo Moschetti (ITA)     | AB                         |
| 112                        | Jack Bauer (NZL)           | AB                         |
| 113                        | Tobias Ludvigsson (SWE)    | AB                         |
| 114                        | Cyrus Monk (AUS)           | 25e                        |
| 115                        | Manuel Oioli (ITA)         | AB                         |
| 116                        | Tom Devriendt (BEL)        | AB                         |
| 117                        | Joey Rosskopf (USA)        | AB                         |

| Team Flanders-Baloise TFB | Team Flanders-Baloise TFB | Team Flanders-Baloise TFB |
| ------------------------- | ------------------------- | ------------------------- |
| Num                       | Coureur                   | Pos                       |
| 121                       | Aaron Van Poucke (BEL)    | AB                        |
| 122                       | Alex Colman (BEL)         | AB                        |
| 123                       | Lindsay De Vylder (BEL)   | 46e                       |
| 124                       | Tuur Dens (BEL)           | AB                        |
| 125                       | Vince Gerits (BEL)        | AB                        |
| 126                       | Jules Hesters (BEL)       | AB                        |
| 127                       | Noah Vandenbranden (BEL)  | AB                        |

| Team Novo Nordisk TNN | Team Novo Nordisk TNN | Team Novo Nordisk TNN |
| --------------------- | --------------------- | --------------------- |
| Num                   | Coureur               | Pos                   |
| 131                   | Lucas Dauge (FRA)     | AB                    |
| 132                   | Jan Dunnewind (NED)   | AB                    |
| 133                   | Joonas Henttala (FIN) | AB                    |
| 134                   | Matyáš Kopecký (CZE)  | 15e                   |
| 135                   | Andrea Peron (ITA)    | AB                    |
| 136                   | Umberto Poli (ITA)    | AB                    |
| 137                   | Filippo Ridolfo (ITA) | 34e                   |

| Tudor Pro Cycling Team TUD | Tudor Pro Cycling Team TUD | Tudor Pro Cycling Team TUD |
| -------------------------- | -------------------------- | -------------------------- |
| Num                        | Coureur                    | Pos                        |
| 141                        | Miká Heming (GER)          | 44e                        |
| 142                        | Arthur Kluckers (LUX)      | AB                         |
| 143                        | Aivaras Mikutis (LTU)      | AB                         |
| 144                        | Rick Pluimers (NED)        | 14e                        |
| 145                        | Arnaud Tendon (SUI)        | 51e                        |
| 147                        | Nils Brun (SUI)            | 40e                        |

| Uno-X Pro Cycling Team UXT | Uno-X Pro Cycling Team UXT | Uno-X Pro Cycling Team UXT |
| -------------------------- | -------------------------- | -------------------------- |
| Num                        | Coureur                    | Pos                        |
| 151                        | Alexander Kristoff (NOR)   | 12e                        |
| 152                        | Tord Gudmestad (NOR)       | AB                         |
| 153                        | Louis Bendixen (DEN)       | AB                         |
| 154                        | Erlend Blikra (NOR)        | AB                         |
| 155                        | Marcus Sander Hansen (DEN) | AB                         |
| 156                        | Niklas Larsen (DEN)        | AB                         |
| 157                        | Søren Wærenskjold (NOR)    | 7e                         |

| Maloja Pushbikers PBS | Maloja Pushbikers PBS   | Maloja Pushbikers PBS |
| --------------------- | ----------------------- | --------------------- |
| Num                   | Coureur                 | Pos                   |
| 161                   | Roy Eefting (NED)       | AB                    |
| 162                   | Filippo Fortin (ITA)    | AB                    |
| 163                   | Paul Rudys (GER)        | AB                    |
| 164                   | Wolfgang Brandl (GER)   | AB                    |
| 165                   | Patrick Reißig (GER)    | AB                    |
| 166                   | Fabian Steininger (AUT) | AB                    |
| 167                   | Philip Weber (GER)      | AB                    |

| P&S Benotti PUS | P&S Benotti PUS        | P&S Benotti PUS |
| --------------- | ---------------------- | --------------- |
| Num             | Coureur                | Pos             |
| 171             | Max-David Briese (GER) | AB              |
| 172             | Albert Gathemann (GER) | AB              |
| 173             | Jarno Grixa (GER)      | AB              |
| 174             | Tobias Nolde (GER)     | AB              |
| 175             | Jannis Peter (GER)     | AB              |
| 176             | Dominik Röber (GER)    | AB              |
| 177             | Luke Wilk (GER)        | AB              |

| Rad-Net Oßwald RNO | Rad-Net Oßwald RNO        | Rad-Net Oßwald RNO |
| ------------------ | ------------------------- | ------------------ |
| Num                | Coureur                   | Pos                |
| 181                | Tobias Buck-Gramcko (GER) | AB                 |
| 182                | Moritz Czasa (GER)        | AB                 |
| 183                | Vincent John (GER)        | AB                 |
| 184                | Moritz Kretschy (GER)     | 57e                |
| 185                | Tobias Müller (GER)       | AB                 |
| 186                | Jan Rinklef (GER)         | AB                 |
| 187                | Jasper Schröder (GER)     | AB                 |

| Santic-Wibatech SWT | Santic-Wibatech SWT       | Santic-Wibatech SWT |
| ------------------- | ------------------------- | ------------------- |
| Num                 | Coureur                   | Pos                 |
| 191                 | Laurin Gabelica (GER)     | AB                  |
| 192                 | Jonas Messerschmidt (GER) | AB                  |
| 193                 | Piotr Pękala (POL)        | 26e                 |
| 194                 | Bartłomiej Proć (POL)     | AB                  |
| 195                 | Nils Puschmann (GER)      | AB                  |
| 196                 | Leon Rohde (GER)          | AB                  |
| 197                 | Szymon Tracz (POL)        | 28e                 |

| Saris Rouvy Sauerland Team SVL | Saris Rouvy Sauerland Team SVL | Saris Rouvy Sauerland Team SVL |
| ------------------------------ | ------------------------------ | ------------------------------ |
| Num                            | Coureur                        | Pos                            |
| 201                            | Henri-Johannes Appelbaum (GER) | AB                             |
| 202                            | Dominik Bauer (GER)            | AB                             |
| 203                            | Julian Borresch (GER)          | 45e                            |
| 204                            | Jonathan Rottmann (GER)        | AB                             |
| 205                            | Jan-Marc Temmen (GER)          | AB                             |
| 206                            | Lennart Voege (GER)            | AB                             |
| 207                            | Yago Aguirre (ESP)             | AB                             |

| Team Lotto-Kern Haus LKH | Team Lotto-Kern Haus LKH | Team Lotto-Kern Haus LKH |
| ------------------------ | ------------------------ | ------------------------ |
| Num                      | Coureur                  | Pos                      |
| 211                      | Jakob Gessner (GER)      | 56e                      |
| 212                      | Ben Felix Jochum (GER)   | AB                       |
| 213                      | Joshua Huppertz (GER)    | 33e                      |
| 214                      | Leslie Lührs (GER)       | AB                       |
| 215                      | Mathieu Kockelmann (LUX) | AB                       |
| 216                      | Daniel Schrag (GER)      | AB                       |
| 217                      | Pierre-Pascal Keup (GER) | 24e                      |

| Allemagne GER | Allemagne GER    | Allemagne GER |
| ------------- | ---------------- | ------------- |
| Num           | Coureur          | Pos           |
| 221           | Max Walscheid    | 21e           |
| 222           | Rick Zabel       | 30e           |
| 223           | Miguel Heidemann | AB            |
| 224           | Vinzent Dorn     | AB            |
| 225           | Juri Hollmann    | AB            |
| 226           | Jon Knolle       | AB            |
| 227           | Lukas Meiler     | AB            |

| Jumbo-Visma TJV | Jumbo-Visma TJV          | Jumbo-Visma TJV |
| --------------- | ------------------------ | --------------- |
| Num             | Coureur                  | Pos             |
| 1               | Olav Kooij (NED)         | 50e             |
| 2               | Edoardo Affini (ITA)     | 8e              |
| 3               | Christophe Laporte (FRA) | 5e              |
| 4               | Jesse Kramer (NED)       | 29e             |
| 5               | Per Strand Hagenes (NOR) | 1er             |
| 6               | Tim van Dijke (NED)      | 31e             |
| 7               | Jos van Emden (NED)      | 41e             |

| Bora-Hansgrohe BOH | Bora-Hansgrohe BOH     | Bora-Hansgrohe BOH |
| ------------------ | ---------------------- | ------------------ |
| Num                | Coureur                | Pos                |
| 11                 | Jordi Meeus (BEL)      | 20e                |
| 12                 | Patrick Gamper (AUT)   | 53e                |
| 13                 | Jonas Koch (GER)       | 10e                |
| 14                 | Luis-Joe Lührs (GER)   | 35e                |
| 15                 | Ryan Mullen (IRL)      | 49e                |
| 16                 | Nils Politt (GER)      | 52e                |
| 17                 | Danny van Poppel (NED) | 6e                 |

| Alpecin-Deceuninck ADC | Alpecin-Deceuninck ADC  | Alpecin-Deceuninck ADC |
| ---------------------- | ----------------------- | ---------------------- |
| Num                    | Coureur                 | Pos                    |
| 21                     | Jasper Philipsen (BEL)  | 39e                    |
| 22                     | Edward Planckaert (BEL) | 9e                     |
| 23                     | Ayco Bastiaens (BEL)    | AB                     |
| 24                     | Kaden Groves (AUS)      | 2e                     |
| 25                     | Simon Dehairs (BEL)     | AB                     |
| 26                     | Oscar Riesebeek (NED)   | 38e                    |
| 27                     | Ramon Sinkeldam (NED)   | AB                     |

| Intermarché-Circus-Wanty ICW | Intermarché-Circus-Wanty ICW | Intermarché-Circus-Wanty ICW |
| ---------------------------- | ---------------------------- | ---------------------------- |
| Num                          | Coureur                      | Pos                          |
| 31                           | Gerben Thijssen (BEL)        | 11e                          |
| 32                           | Tim Rex (BEL)                | AB                           |
| 33                           | Julius Johansen (DEN)        | 22e                          |
| 34                           | Tom Paquot (BEL)             | AB                           |
| 35                           | Baptiste Planckaert (BEL)    | AB                           |
| 36                           | Boy van Poppel (NED)         | AB                           |

| Lidl-Trek LTK | Lidl-Trek LTK             | Lidl-Trek LTK |
| ------------- | ------------------------- | ------------- |
| Num           | Coureur                   | Pos           |
| 41            | Mads Pedersen (DEN)       | 3e            |
| 42            | Jon Aberasturi (ESP)      | AB            |
| 43            | Nils Aebersold (SUI)      | AB            |
| 45            | Alex Kirsch (LUX) (route) | 18e           |
| 46            | Martin Pedersen (DEN)     | AB            |
| 47            | Tim Torn Teutenberg (GER) | 13e           |

| Soudal Quick-Step SOQ | Soudal Quick-Step SOQ    | Soudal Quick-Step SOQ |
| --------------------- | ------------------------ | --------------------- |
| Num                   | Coureur                  | Pos                   |
| 51                    | Tim Merlier (BEL)        | AB                    |
| 52                    | Josef Černý (CZE)        | AB                    |
| 53                    | Lars Craps (BEL)         | AB                    |
| 54                    | Jannik Steimle (GER)     | AB                    |
| 55                    | Rémi Cavagna (FRA)       | AB                    |
| 56                    | Bert Van Lerberghe (BEL) | AB                    |
| 57                    | Stan Van Tricht (BEL)    | AB                    |

| Team DSM-Firmenich DSM | Team DSM-Firmenich DSM    | Team DSM-Firmenich DSM |
| ---------------------- | ------------------------- | ---------------------- |
| Num                    | Coureur                   | Pos                    |
| 61                     | John Degenkolb (GER)      | 27e                    |
| 62                     | Pavel Bittner (CZE)       | 47e                    |
| 63                     | Alexander Edmondson (AUS) | 37e                    |
| 64                     | Nils Eekhoff (NED)        | 4e                     |
| 65                     | Alberto Dainese (ITA)     | 17e                    |
| 66                     | Niklas Märkl (GER)        | 43e                    |
| 67                     | Casper van Uden (NED)     | 36e                    |

| Team Jayco AlUla JAY | Team Jayco AlUla JAY   | Team Jayco AlUla JAY |
| -------------------- | ---------------------- | -------------------- |
| Num                  | Coureur                | Pos                  |
| 71                   | Campbell Stewart (NZL) | AB                   |
| 72                   | Luke Durbridge (AUS)   | 48e                  |
| 73                   | Hamish McKenzie (AUS)  | AB                   |
| 74                   | Luka Mezgec (SLO)      | 16e                  |
| 75                   | Zdeněk Štybar (CZE)    | AB                   |
| 76                   | Blake Quick (AUS)      | AB                   |
| 77                   | Elmar Reinders (NED)   | 42e                  |

| Team Corratec-Selle Italia COR | Team Corratec-Selle Italia COR | Team Corratec-Selle Italia COR |
| ------------------------------ | ------------------------------ | ------------------------------ |
| Num                            | Coureur                        | Pos                            |
| 91                             | Antonio Barać (CRO)            | AB                             |
| 92                             | Stefano Gandin (ITA)           | AB                             |
| 93                             | Simone Olivero (ITA)           | AB                             |
| 94                             | Jan Stöckli (SUI)              | AB                             |
| 95                             | Kyrylo Tsarenko (UKR)          | 32e                            |
| 96                             | Etienne van Empel (NED)        | 23e                            |

| Lotto Dstny LTD | Lotto Dstny LTD           | Lotto Dstny LTD |
| --------------- | ------------------------- | --------------- |
| Num             | Coureur                   | Pos             |
| 101             | Caleb Ewan (AUS)          | AB              |
| 102             | Jarrad Drizners (AUS)     | AB              |
| 103             | Joshua Giddings (GBR)     | AB              |
| 104             | Michael Schwarzmann (GER) | 55e             |
| 105             | Rüdiger Selig (GER)       | AB              |
| 106             | Milan Menten (BEL)        | 19e             |
| 107             | Liam Slock (BEL)          | 54e             |

| Q36.5 Pro Cycling Team Q36 | Q36.5 Pro Cycling Team Q36 | Q36.5 Pro Cycling Team Q36 |
| -------------------------- | -------------------------- | -------------------------- |
| Num                        | Coureur                    | Pos                        |
| 111                        | Matteo Moschetti (ITA)     | AB                         |
| 112                        | Jack Bauer (NZL)           | AB                         |
| 113                        | Tobias Ludvigsson (SWE)    | AB                         |
| 114                        | Cyrus Monk (AUS)           | 25e                        |
| 115                        | Manuel Oioli (ITA)         | AB                         |
| 116                        | Tom Devriendt (BEL)        | AB                         |
| 117                        | Joey Rosskopf (USA)        | AB                         |

| Team Flanders-Baloise TFB | Team Flanders-Baloise TFB | Team Flanders-Baloise TFB |
| ------------------------- | ------------------------- | ------------------------- |
| Num                       | Coureur                   | Pos                       |
| 121                       | Aaron Van Poucke (BEL)    | AB                        |
| 122                       | Alex Colman (BEL)         | AB                        |
| 123                       | Lindsay De Vylder (BEL)   | 46e                       |
| 124                       | Tuur Dens (BEL)           | AB                        |
| 125                       | Vince Gerits (BEL)        | AB                        |
| 126                       | Jules Hesters (BEL)       | AB                        |
| 127                       | Noah Vandenbranden (BEL)  | AB                        |

| Team Novo Nordisk TNN | Team Novo Nordisk TNN | Team Novo Nordisk TNN |
| --------------------- | --------------------- | --------------------- |
| Num                   | Coureur               | Pos                   |
| 131                   | Lucas Dauge (FRA)     | AB                    |
| 132                   | Jan Dunnewind (NED)   | AB                    |
| 133                   | Joonas Henttala (FIN) | AB                    |
| 134                   | Matyáš Kopecký (CZE)  | 15e                   |
| 135                   | Andrea Peron (ITA)    | AB                    |
| 136                   | Umberto Poli (ITA)    | AB                    |
| 137                   | Filippo Ridolfo (ITA) | 34e                   |

| Tudor Pro Cycling Team TUD | Tudor Pro Cycling Team TUD | Tudor Pro Cycling Team TUD |
| -------------------------- | -------------------------- | -------------------------- |
| Num                        | Coureur                    | Pos                        |
| 141                        | Miká Heming (GER)          | 44e                        |
| 142                        | Arthur Kluckers (LUX)      | AB                         |
| 143                        | Aivaras Mikutis (LTU)      | AB                         |
| 144                        | Rick Pluimers (NED)        | 14e                        |
| 145                        | Arnaud Tendon (SUI)        | 51e                        |
| 147                        | Nils Brun (SUI)            | 40e                        |

| Uno-X Pro Cycling Team UXT | Uno-X Pro Cycling Team UXT | Uno-X Pro Cycling Team UXT |
| -------------------------- | -------------------------- | -------------------------- |
| Num                        | Coureur                    | Pos                        |
| 151                        | Alexander Kristoff (NOR)   | 12e                        |
| 152                        | Tord Gudmestad (NOR)       | AB                         |
| 153                        | Louis Bendixen (DEN)       | AB                         |
| 154                        | Erlend Blikra (NOR)        | AB                         |
| 155                        | Marcus Sander Hansen (DEN) | AB                         |
| 156                        | Niklas Larsen (DEN)        | AB                         |
| 157                        | Søren Wærenskjold (NOR)    | 7e                         |

| Maloja Pushbikers PBS | Maloja Pushbikers PBS   | Maloja Pushbikers PBS |
| --------------------- | ----------------------- | --------------------- |
| Num                   | Coureur                 | Pos                   |
| 161                   | Roy Eefting (NED)       | AB                    |
| 162                   | Filippo Fortin (ITA)    | AB                    |
| 163                   | Paul Rudys (GER)        | AB                    |
| 164                   | Wolfgang Brandl (GER)   | AB                    |
| 165                   | Patrick Reißig (GER)    | AB                    |
| 166                   | Fabian Steininger (AUT) | AB                    |
| 167                   | Philip Weber (GER)      | AB                    |

| P&S Benotti PUS | P&S Benotti PUS        | P&S Benotti PUS |
| --------------- | ---------------------- | --------------- |
| Num             | Coureur                | Pos             |
| 171             | Max-David Briese (GER) | AB              |
| 172             | Albert Gathemann (GER) | AB              |
| 173             | Jarno Grixa (GER)      | AB              |
| 174             | Tobias Nolde (GER)     | AB              |
| 175             | Jannis Peter (GER)     | AB              |
| 176             | Dominik Röber (GER)    | AB              |
| 177             | Luke Wilk (GER)        | AB              |

| Rad-Net Oßwald RNO | Rad-Net Oßwald RNO        | Rad-Net Oßwald RNO |
| ------------------ | ------------------------- | ------------------ |
| Num                | Coureur                   | Pos                |
| 181                | Tobias Buck-Gramcko (GER) | AB                 |
| 182                | Moritz Czasa (GER)        | AB                 |
| 183                | Vincent John (GER)        | AB                 |
| 184                | Moritz Kretschy (GER)     | 57e                |
| 185                | Tobias Müller (GER)       | AB                 |
| 186                | Jan Rinklef (GER)         | AB                 |
| 187                | Jasper Schröder (GER)     | AB                 |

| Santic-Wibatech SWT | Santic-Wibatech SWT       | Santic-Wibatech SWT |
| ------------------- | ------------------------- | ------------------- |
| Num                 | Coureur                   | Pos                 |
| 191                 | Laurin Gabelica (GER)     | AB                  |
| 192                 | Jonas Messerschmidt (GER) | AB                  |
| 193                 | Piotr Pękala (POL)        | 26e                 |
| 194                 | Bartłomiej Proć (POL)     | AB                  |
| 195                 | Nils Puschmann (GER)      | AB                  |
| 196                 | Leon Rohde (GER)          | AB                  |
| 197                 | Szymon Tracz (POL)        | 28e                 |

| Saris Rouvy Sauerland Team SVL | Saris Rouvy Sauerland Team SVL | Saris Rouvy Sauerland Team SVL |
| ------------------------------ | ------------------------------ | ------------------------------ |
| Num                            | Coureur                        | Pos                            |
| 201                            | Henri-Johannes Appelbaum (GER) | AB                             |
| 202                            | Dominik Bauer (GER)            | AB                             |
| 203                            | Julian Borresch (GER)          | 45e                            |
| 204                            | Jonathan Rottmann (GER)        | AB                             |
| 205                            | Jan-Marc Temmen (GER)          | AB                             |
| 206                            | Lennart Voege (GER)            | AB                             |
| 207                            | Yago Aguirre (ESP)             | AB                             |

| Team Lotto-Kern Haus LKH | Team Lotto-Kern Haus LKH | Team Lotto-Kern Haus LKH |
| ------------------------ | ------------------------ | ------------------------ |
| Num                      | Coureur                  | Pos                      |
| 211                      | Jakob Gessner (GER)      | 56e                      |
| 212                      | Ben Felix Jochum (GER)   | AB                       |
| 213                      | Joshua Huppertz (GER)    | 33e                      |
| 214                      | Leslie Lührs (GER)       | AB                       |
| 215                      | Mathieu Kockelmann (LUX) | AB                       |
| 216                      | Daniel Schrag (GER)      | AB                       |
| 217                      | Pierre-Pascal Keup (GER) | 24e                      |

| Allemagne GER | Allemagne GER    | Allemagne GER |
| ------------- | ---------------- | ------------- |
| Num           | Coureur          | Pos           |
| 221           | Max Walscheid    | 21e           |
| 222           | Rick Zabel       | 30e           |
| 223           | Miguel Heidemann | AB            |
| 224           | Vinzent Dorn     | AB            |
| 225           | Juri Hollmann    | AB            |
| 226           | Jon Knolle       | AB            |
| 227           | Lukas Meiler     | AB            |